# Muzej krščanstva na Slovenskem
Muzej krščanstva na Slovenskem je državni muzej in osrednja slovenska muzejska ustanova na področju zbiranja, preučevanja in razstavljanja premične sakralne kulturne dediščine. Muzej, ki deluje v prostorih stare prelature v Cistercijanskem samostanu v Stični, sledi prek 1700 let staremu verskemu izročilu na območju Slovenije. 

## Zgodovina
Muzejska dejavnost se je v Stični začela na pobudo tedanjega stiškega opata p. Antona Nadraha po letu 1980, ko sta se iz dela samostanskih stavb izselili osnovna šola in gimnazija. V prvem desetletju je muzej deloval na ljubiteljski osnovi zbiranja in razstavljanja. Ob podpori samostana in pod nadzorom spomeniškega varstva ter ob pomoči različnih donatorjev iz Slovenije in tujine so se uredili razstavni prostori. Leta 1991 je muzej začel delovati v okviru Društva prijateljev Slovenskega verskega muzeja, ki je s pomočjo Ministrstva za kulturo zaposlilo prvega kustosa. Z leti je muzej pridobil še druge strokovne sodelavce. Leta 2003 je bil ustanovljen Slovenski verski muzej. Leta 2006 je bil ustanovljen javni zavod Muzej krščanstva na Slovenskem.
Leta 2003 je Slovensko muzejsko društvo za stalno razstavo Zgodovina krščanstva na Slovenskem muzej nagradilo z Valvasorjevim priznanjem. Za isto razstavo je Občina Ivančna Gorica muzeju podelila tudi nagrado Josipa Jurčiča.
Od leta 2004 je muzej član organizacije »The Best in Heritage - Excellence Club«.

## Stalne razstave
V Muzeju krščanstva na Slovenskem sta na ogled dve stalni razstavi:
- Na razstavi Življenje za samostanskimi zidovi je predstavljena bogata zgodovina stiške opatije, najstarejšega še delujočega samostana na Slovenskem. V skoraj 900 letni zgodovini je s svojim vplivom versko, gospodarsko in kulturno zaznamoval širši prostor današnje Slovenije. V prvem nadstropju muzeja so na ogled meniške delavnice, spominska soba p. Simona Ašiča in p. Gabrijela Humka, umetnostnozgodovinska zbirka 20. stoletja, kulturnozgodovinska zbirka Leopolda Kozlevčarja, zbirka nabožnih predmetov, soba svetnikov, zbirka cerkvenega tekstila, rekonstrukcija stiškega skriptorija, zbirka liturgičnega posodja, zbirka voščenih figur in zbirka relikviarijev.

- Stalna razstava Zgodovina krščanstva na Slovenskem, ki se nahaja v drugem nadstropju muzeja, je prva taka razstava pri nas. Postavljena je kronološko, v dvanajstih razstavnih prostorih. Obiskovalca seznani z začetki krščanstva na naših tleh v 3. stoletju in ga popelje skozi zgodovino, dolgo približno 1700 let, vse do jubilejnega leta 2000.

## Arhiv misijonarja in škofa Friderika Barage
Muzej hrani zbirko originalnih knjižnih del, predmetov in korespodenco misijonarja in škofa Friderika Barage (1797–1868) ter knjižni fond slovenske izseljeniške literature iz ZDA, Kanade, Argentine in Avstralije, ki jo je zbral in uredil salezijanski duhovnik Karel Ceglar (1912–1999), ki je živel po drugi svetovni vojni v Kanadi.